# 유리정원
"유리정원"은 2017년 10월 25일 개봉한 대한민국의 영화이다.
신수원 감독의 작품으로, 2017년 제22회 부산국제영화제의 개막작으로 선정되었다.
2017년 5월 27일부터 촬영을 시작하여, 7월 24일 촬영을 완료하였다.
주연 문근영은 전작 "사도"이후 2년 만에 영화에 출연하며, 주연으로는 2006년작 "사랑따윈 필요없어"이후 11년 만이다.
신수원 감독은 "신데렐라 언니"를 보고 문근영을 캐스팅했다고 밝혔다.

## 줄거리
어릴 적 자랐던 숲 속의 유리정원에서 엽록체를 이용한 인공혈액을 연구하는 과학도 ‘재연’(문근영 분). 그녀를 훔쳐보며 초록의 피가 흐르는 여인에 대한 이야기를 쓰는 무명 작가 지훈(김태훈 분).
소설이 엄청난 인기를 얻게 되고 드디어 지훈이 인기 작가의 반열에 오르게 된다.
그런데 충격적인 미제 사건의 범인으로 재연이 지목되고, 이 사건이 지훈의 소설 속에도 등장한다는 사실이 알려지면서 세상을 시끄럽게 만든다.

## 캐스팅
- 문근영 : 이재연 역
- 김태훈 : 김지훈 역
- 서태화 : 정 교수 역
- 임정운 : 김현 역
- 박지수 : 수희 역
- 이기혁 : 성내 역
- 이승찬 : 명호 역
- 고은총 : 현우 역
- 김세동 : 이창대 역
- 박진수 : 형사 역
- 윤태웅 : 재연 부 역
- 송재생 : 연구생 역
- 정애화 : 방앗간주인 역
- 신동력 : 신경외과의사 역
- 한승현 : 바이어 역
- 김단아 : 도서관직원 역
- 권오수 : 기자 역
- 김현아 : 창대문하생 역
- 박예원 : 어린 재연 역
- 이승아 : 아기 재연 역
- 최청자 : 민박집할머니 역
- 한나라 : 출판사직원 역
- 김봉수 : 노인 역
- 서임철 : 노인 역
- 정주현 : 뉴스앵커 (목소리) 역
- 조예리 : 뉴스앵커 (목소리) 역
- 김은경 : 지훈 여자친구 (목소리) 역
- 김중기 : 바이오회장 역 (특별출연)
- 박현영 : 게스트 역 (특별출연)